# إيفان تودوروفيتش
إيفان تودوروفيتش (29 يوليو 1983 في صربيا - ) هو لاعب كرة قدم صربي في مركز الوسط. شارك مع منتخب صربيا تحت 21 سنة لكرة القدم. أما مع النوادي، فقد لعب مع نادي تشوكاريتشكي ونادي روتور فولغوغراد ونادي زيتا غلوبوفاك وناسيونال ماديرا وFC KAMAZ Naberezhnye Chelny ‏ وFK Teleoptik ‏ وFK Hajduk Beograd ‏ وبوراتس تشاتشاك ‏ وFK Novi Pazar ‏.

## وصلات خارجية
- إيفان تودوروفيتش على موقع الاتحاد الأوربي (الإنجليزية)
- إيفان تودوروفيتش على موقع قاعدة بيانات كرة القدم.إي يو (الإنجليزية)
- إيفان تودوروفيتش على موقع Soccerway.com (الإنجليزية)